# Xabier Iruretagoiena
Xabier 'Xabi' Iruretagoiena Arantzamendi (ur. 21 marca 1986 w Ondarroa) – hiszpański piłkarz występujący na pozycji bramkarza w Real Saragossa.

## Statystyki klubowe
| Sezon   | Klub             | Kraj      | Liga               | Mecze | Bramki | Puchar Kraju | Mecze | Bramki |
| ------- | ---------------- | --------- | ------------------ | ----- | ------ | ------------ | ----- | ------ |
| 2004/05 | Real Unión Irún  | Hiszpania | Segunda División B | 2     | 0      | -            | -     | -      |
| 2005/06 | Real Unión Irún  | Hiszpania | Segunda División B | 0     | 0      | -            | -     | -      |
| 2006/07 | Aurrerá Ondarroa | Hiszpania | -                  | -     | -      | -            | -     | -      |
| 2007/08 | SD Eibar B       | Hiszpania | -                  | -     | -      | -            | -     | -      |
| 2007/08 | SD Eibar         | Hiszpania | Segunda División B | 0     | 0      | -            | -     | -      |
| 2008/09 | SD Eibar B       | Hiszpania | -                  | -     | -      | -            | -     | -      |
| 2008/09 | SD Eibar         | Hiszpania | Segunda División B | 4     | 0      | -            | -     | -      |
| 2009/10 | SD Eibar         | Hiszpania | Segunda División B | 26    | 0      | -            | -     | -      |
| 2010/11 | SD Eibar         | Hiszpania | Segunda División B | 32    | 0      | -            | -     | -      |
| 2011/12 | SD Eibar         | Hiszpania | Segunda División B | 33    | 0      | -            | -     | -      |
| 2012/13 | SD Eibar         | Hiszpania | Segunda División B | 34    | 0      | -            | -     | -      |
| 2013/14 | SD Eibar         | Hiszpania | Segunda División   | 39    | 0      | -            | -     | -      |
| 2014/15 | SD Eibar         | Hiszpania | Primera División   | 33    | 0      | -            | -     | -      |
| 2015/16 | SD Eibar         | Hiszpania | Primera División   | 4     | 0      | -            | -     | -      |

Stan na: 24 maja 2016 r.